# Eriothrix apenninus
Eriothrix apenninus är en tvåvingeart som först beskrevs av Camillo Rondani 1862.  Eriothrix apenninus ingår i släktet Eriothrix och familjen parasitflugor. Inga underarter finns listade i Catalogue of Life.